# Tristán Ulloa

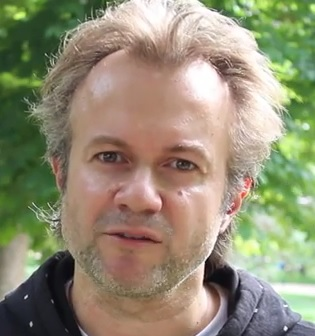
Tristán Ulloa (2012)

Tristán Ulloa (* 6. Mai 1970 in Orléans) ist spanischer Schauspieler, Regisseur und Autor.

## Leben
Tristán Ulloa ist ein Kind spanischer Exilanten in Frankreich, seine Jugendzeit verbrachte er in Vigo in Galicien. Während seines Businessstudiums nahm er an diversen Theatergruppen der Universität teil und belegte Kurse an der Königlichen Schauspielschule in Madrid. Sein Bruder ist der Regisseur David Ulloa. Tristán Ulloa ist mit der argentinischen Schauspielerin Carolina Román liiert. Das Paar erwartet ein Kind (2011). Ulloa ist aktives Mitglied bei Amnesty International und engagiert sich stark in Fragen um Missbrauch, Kindersoldaten, für mehr Rechte für Minderheiten und Freiheit auf der ganzen Welt.
Er hat vor allem in spanischen Produktionen mitgespielt, sein Schaffen umfasst mehr als 50 Produktionen. 2007 war er Ko-Regisseur bei Pudor.

## Filme (Auswahl)
- 1998: Virtual Nightmare – Open Your Eyes (Abre los ojos)
- 1999: The Nameless
- 2001: Lucia und der Sex (Lucía y el sexo)
- 2005: Die drei Musketiere (D'Artagnan et les trois mousquetaires)
- 2006: Salvador – Kampf um die Freiheit (Salvador (Puig Antich))
- 2007: Mataharis
- 2017: Crash Test Aglaé
- 2019: Terminator: Dark Fate
- 2020: Warrior Nun (Fernsehserie)
- 2023: Berlín (Fernsehserie)
- 2025: Romería

## Regie
- 2007: Pudor (nach dem Roman von Santagio Roncaliolo)

## Preise und Auszeichnungen
Ulloa war 2007 dreimal für den Goya Filmpreis nominiert, darunter als bester Schauspieler in einer Hauptrolle in Mataharis, als bester neuer Regisseur für Pudor und für das beste adaptierte Drehbuch für Pudor.